# Trichomyia mecocera
Trichomyia mecocera är en tvåvingeart som beskrevs av Quate 1963. Trichomyia mecocera ingår i släktet Trichomyia och familjen fjärilsmyggor. Inga underarter finns listade i Catalogue of Life.